# FK Khàskovo
El FK Khàskovo (en búlgar ФК Хасково) és un club de futbol búlgar de la ciutat de Khàskovo.

## Història
El club va néixer l'any 1922. Durant el transcurs dels anys ha rebut les denominacions següents:
- 1922 Botev Khàskovo
- 19?? Septemvri Khàskovo (fusió amb Levski Khàskovo)
- 1957 FD Dimitar Kanev Khàskovo (fusió amb Cerveno Zname Khàskovo, DANN Khàskovo i Spartak Khàskovo)
- 1972 DFS Khàskovo
- 1985 FK Khàskovo
- ???? PFK Khàskovo
- 2012 FK Khàskovo 2009

## Palmarès
- Copa de la Lliga de Futbol Amateur: 
  - 2005